# 伊川谷惣社 秋祭り
伊川谷惣社（いかわだにそうじゃ）の秋祭りは、兵庫県神戸市西区伊川谷町上脇にある伊川谷惣社で行われる例祭。
毎年10月の第一土日に行われる。土曜日が宵宮で、日曜日が昼宮である。
伊川谷惣社の秋祭りで奉納されるふとん太鼓は全4台で、「宮本」「南別府」「北別府」「吹上」である。宵宮は宮本、南別府、北別府の3台のみ参加し、昼宮には宵宮の3台に吹上の一台を足した全4台で行われる。

## 宵宮
10月の第一土曜日に行われ、19時ごろから開催される。集まるふとん太鼓は計3台で宮入りから宮出、練り上げを行う。通常の例祭で行うような差上げは行っていない。

## 本宮
宵宮の翌日に行われ、13時ごろから開催される。この日には吹上地区のふとん太鼓も参加し、全4台で行われる。昼宮では宮入り、宮出、お旅、神幸式、再度宮入り、宮出、練り上げを行う。この日も通常の例祭で行われるような差上げは行っていない。

## 宮本地区のふとん太鼓
布団屋根は一枚布団で、薄く非常に珍しい形状をしている。一枚布団屋根のふとん太鼓は林神社にも存在するが、薄い形状は類を見ない珍しさである。

## 南別府地区のふとん太鼓
布団屋根は三枚平屋根で、一般的な形状をしている。狭間彫刻には華麗な彫刻が施されている。

## 北別府地区のふとん太鼓
布団屋根は五枚平屋根で、これも非常に珍しい形状をしている。五枚の平屋根ふとん太鼓は見かけたりするが、一枚一枚が薄い五枚の布団屋根は類を見ない珍しさである。狭間彫刻には華麗な彫刻が施されており、惣社のふとん太鼓の中では一番豪華と言っても過言ではないほどの出来である。

## 吹上地区のふとん太鼓
布団屋根は三枚平屋根であり、他の3台のふとん太鼓よりも一回り小さい屋台である。狭間彫刻等はなく、昔ながらの形を保っている。

## 2023の秋祭り
4年ぶりに開催された秋祭りでは、北別府による見事な練りがなされた。